# Christophe Plantin
Christophe Plantin, també conegut com a Christoffel Plantijn (nl), Cristóbal Plantino (es) i Christophorus Plantinus (la) (Saint-Avertin, ca. 1520 — Anvers, 1 de juliol de 1589), fou el principal impressor i editor europeu de la segona meitat del segle xvi, i iniciador de l'Officina Plantiniana o Compàs d'Or, empresa familiar que es va mantenir fins al segle xix.
Genial empresari, Plantin fou producte de la situació política amb la qual sempre es mantingué escèptic. En tot moment s'adaptà a les circumstàncies, al mateix temps patint-ne les conseqüències i aprofitant-se'n. Des del punt de vista tècnic i estètic fou el màxim representant del renaixement flamenc en l'Art de la impremta, cim dels corrents alemany i francès en tipografia, en el gravat il·lustratiu i en l'acabament artístic del llibre.
Plantin, des dels seus inicis humils, expandeix el seu negoci per Europa: instal·la una filial a París el 1567; Franciscus Raphelengius, el seu gendre, continua la impremta que Plantin instal·la el 1583 a Leiden; manté un agent a Espanya; i posteriorment crea una filial a Salamanca. També manté intenses relacions comercials amb llibreters d'Holanda, Flandes, Brabant, Anglaterra, Escòcia, França, Alemanya, Suïssa, Itàlia, Portugal i Espanya.
Home del seu temps, i relacionat amb nombrosos intel·lectuals i erudits, Plantin escriu uns quants poemes en francès de gran qualitat, entre els quals destaca el sonet Le Bonheur de ce Monde; i prologa algunes de les seves edicions amb dedicatòries a personatges eminents, poemes en llatí amb un estil correcte però massa formal.

## Biografia

### Origen i joventut
Christophe Plantin neix a prop de Tours, en el centre de França, a la vila de Saint-Avertin, al voltant de 1520. En fugir de la pesta que havia mort la seva dona, Jean Plantin acompanyat pel seu fill Christophe, es trasllada a Lió, on entra al servei de l'obédiencier Antoine Porret, qui ocupa sense ser-hi el titular, un benefici a l'església de Sant Just. Després de dos o tres anys a Lió, Jean i Christophe acompanyen Pierre Puppier, nebot d'Antoine Porret, qui marxa a estudiar a Orleans i a París, fins que aquest acaba els seus estudis, entre 1534 i 1537. Jean Plantin retorna a Lió per posar-se al servei d'un altre estudiant que va a Tolosa, mentre Christophe es queda estudiant a París. Tres anys després, en 1540, Christophe mou a Caen per treballar amb el llibreter Robert II Macé, amb el qual roman fins a 1545 o 1546, aprèn l'art de l'enquadernació i coneix Jehanne Rivière, amb qui es casarà en les darreries de la seva estada a Caen.

### Enquadernador a París i Anvers
Plantin, casat i amb una bona formació en marroquineria i enquadernació, es trasllada a París, on roman poc de temps. Decideix llavors traslladar-se a Anvers, important centre de la producció de llibres, metròpoli comercial i lloc ideal per als joves emprenedors. En l'any 1548 o 1549 obri el seu taller, i el 21 de març de 1550 es registra com a ciutadà d'Anvers; i el mateix any entra en la confraria de Sant Lluc, dels oficis artístics, com a impressor. Per arrodonir els seus ingressos també es dedica a la compravenda de gravats i llibres, mentre la seva dona manté una tenda de puntes.
Per la qualitat de les seves enquadernacions i estoigs, i pels seus treballs amb el cuir, fou reconegut i ben considerat pels amants dels llibres i, per erudits i comerciants. En 1555, sense oblidar el treball de l'enquadernació, decideix centrar el seu negoci en la impressió i edició de llibres.

### Officina Plantinianao «Compàs d'Or»

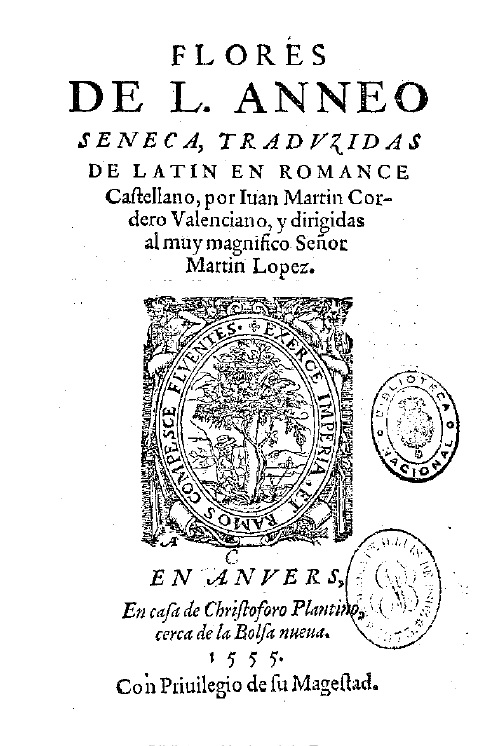
Portada de Flores (1555) de Sèneca, traduïdes al castellà per Joan Martí Cordero.

#### Els inicis (1555-1562)
El 18 de febrer de 1555 el Consell de Brabant li autoritza a dedicar-se a la impressió; i el 5 d'abril, el Consell Privat del Governador dels Països Baixos li autoritza imprimir una sèrie de llibres. Al cap de poques setmanes apareix el primer llibre imprès per Plantin –però editat per Joannes Bellerus–, La Institutione di una fanciulla nata nobilmente, manual bilingüe de Giovanni Michele Bruto per a l'educació de les joves aristòcrates i, al mateix temps, la traducció al castellà feta per Joan Martí Cordero d'una compilació preparada per Erasme de les Epistulae morales ad Lucilium i altres obres de Sèneca amb el títol genèric de Flores, editada per Plantín –la primera a portar la marca d'editor– però no impresa.
Plantin aconsegueix el capital necessari per a iniciar el negoci de la impressió d'empresaris parisencs afins, com ell, a la Hüsgesinnes der Lieften (Familia charitatis o Casa de l'Amor), secta anabaptista liderada per Hendrik Niclaes, per al qual publica secretament diverses obres entre 1555 i 1562. Plantin fou un important membre familiste fins a 1567, quan les relacions amb la Corona espanyola el mouen a desvincular-se definitivament d'aquest corrent religiós. Sols en 1579 o 1580 entra en contacte amb Hendrik Janssen (anomenat van Barrefelt), escindit dels familistes, del qual es converteix en un fervorós seguidor, i torna a imprimir secretament llibres prohibits. De tota manera, aquest corrent religiós i el seu catolicisme no suposaren per a ell dos mons irreconciliables, més aviat foren aspectes complementaris en la seva religiositat.
Els primers anys com a impressor, de 1555 a 1561, no foren fàcils. Realitza molts treballs per a editors de París, Anvers i Colònia, imprimint a la portada el nom del comprador. Aquestes publicacions foren acurades i algunes amb il·lustracions, però no foren joies tipogràfiques. Publica obres populars, amb relats de viatges, obres literàries, petits diccionaris, alguns volums de poesia en llatí i uns pocs autors clàssics; majorment en francès, però també en castellà i neerlandès. Moltes de les seves publicacions foren reedicions de llibres prèviament publicats a França. El volum d'edicions no fou gran, però sobresurt de la resta d'impressors d'Anvers, així el 1555 publica 10 obres; el 1556, 12; el 1557, 21; el 1558, 23, el 1559, 13; el 1560, 13; i el 1561, 28. En aquests darrers anys ja comptava amb quatre premses. Tot i que França era el seu mercat principal, també assisteix a les fires de Frankfurt, almenys des de 1557, per a situar-se en el principal mercat del llibre.

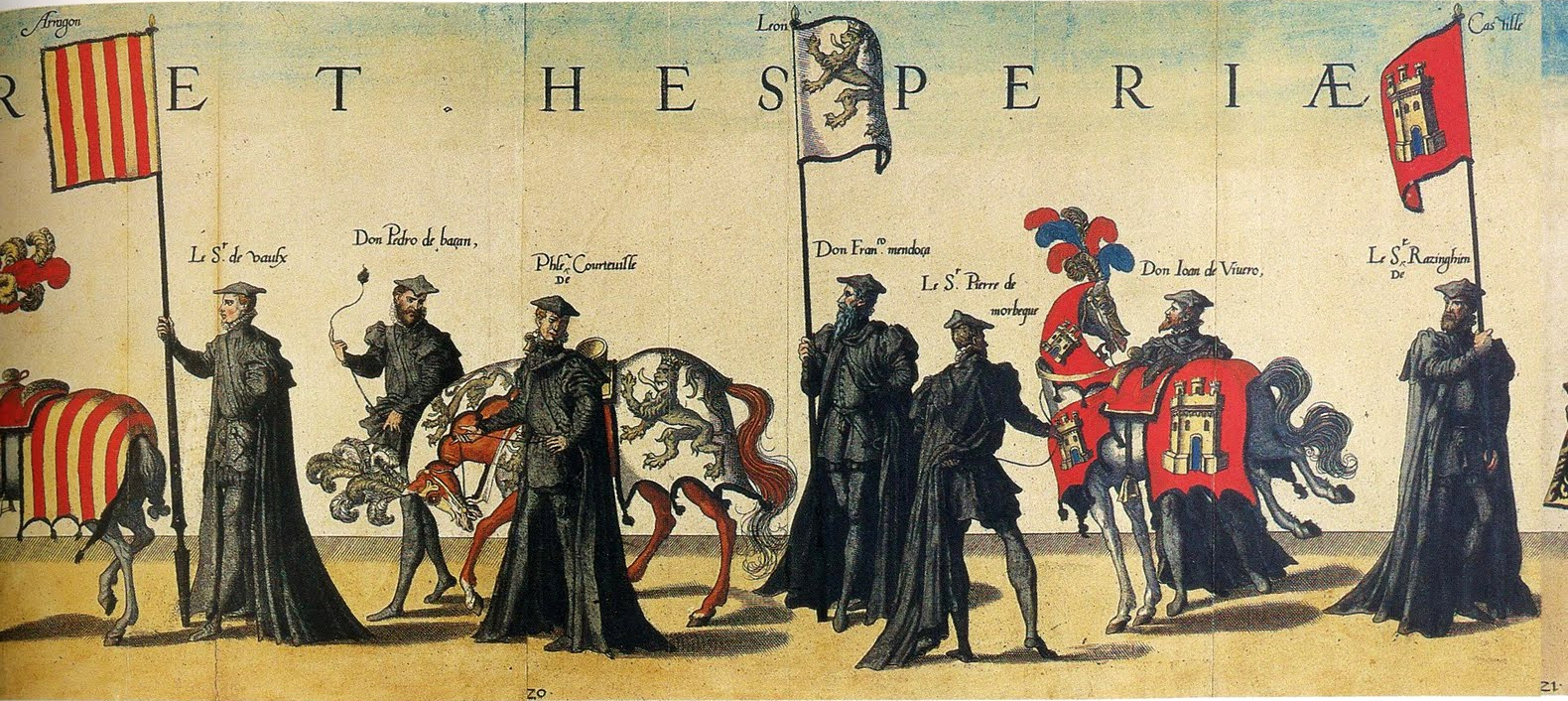
Part de l'àlbum dedicat als funerals de Carles V a Brussel·les.

D'aquest període inicial sobresurt, per la seva qualitat, La magnifique et sumptueuse Pompe funebre faite aus obseques et funerailles du tresgrand et tresvictorieus empereur Charles cinquiéme, celebrées en la vile de Bruxelles le XXIX. iour du mois de décembre MDLVIII, par Philippes roy catholique d'Espaigne son fils, obra publicada el 1559, composta de 33 gravats, i considerat l'àlbum d'un fet concret més luxós del segle xvi.

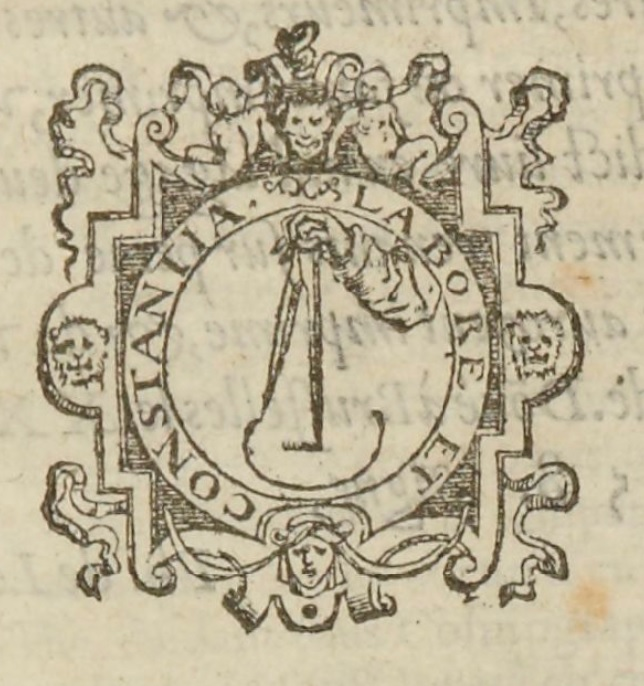
Emblema de l'Officina Plantiniana de 1558.

El 1557 apareix imprès a les obres de Plantin l'emblema que, amb diverses adaptacions estilístiques, representarà a l'Officina Plantiniana durant tres segles: Una mà sortint dels núvols agafa un compàs i dibuixa un cercle, i amb el lema Labore et Constantia, emmarcant el conjunt; i que farà que la impremta sigui també coneguda com a De Gulden Passer (El Compàs d'Or). La punta fixa simbolitza la determinació ferma per complir totes les tasques malgrat els contratemps i les dificultats, i la punta que descriu la circumferència simbolitza el treball infatigable que abasta els horitzons més amplis del domini intel·lectual.
A la darreria de 1561 és acusat d'haver imprès el llibre Briefve instruction pour prier, de contingut heterodox, però ell ja estava refugiat a París, i havia assegurat el seu negoci de la confiscació mitjançant el recurs tècnic de l'embargament previ, promogut pels seus socis i amics. Al març de 1562 detenen tres treballadors seus, i a continuació se celebra el judici on s'estableix la innocència de Plantin. Tornat a Anvers al setembre de 1563 i malmès pels entrebancs dels anys 1562 i 1563, serà capaç de retornar al negoci gràcies al suport d'un dels seus 'creditors'.

#### La Compagnie(1563-1567)
El 26 de novembre de 1563 es crea una societat per portar endavant la impremta de Plantin. Els socis seran Cornelis van Bomberghen, el promotor de la companyia, Karel van Bomberghen, senyor de Haren i cosí de l'anterior, Johannes Goropius Becanus, metge casat amb una neboda dels van Bomberghen, Jacob de Schotti, cunyat de Cornelis, i el mateix Christophe Plantin. Cornelis i Christophe aporten un capital inicial de 600 lliures, i la resta, 300 lliures cadascú, essent l'aportació de Plantin en espècie, la seva col·lecció de matrius i punxons. Cornelis actua de director i Plantin de director tècnic, i es comparteix la responsabilitat. Fernando de Bernuy entra en la societat en el febrer de 1566, possiblement substituint al seu oncle Karel van Bomberghen. Els van Bomberghen no eren estranys al món de la tipografia, al contrari, Cornelis i Karel eren, respectivament, nebot i fill de l'impressor Daniel van Bomberghen, actiu en Venècia entre 1515 i 1549, i especialitzat en editar llibres en hebreu.

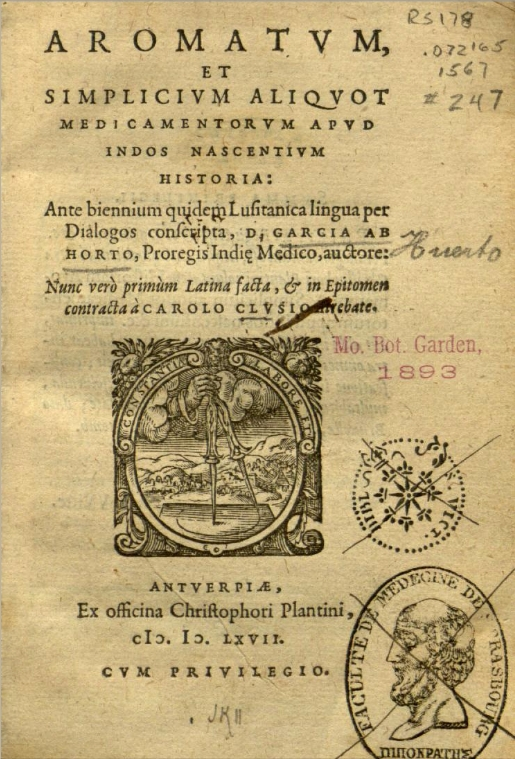
Portada d'Aromatum et simplicium aliquot medicamentorum apud Indios nascentium historia (1567) de Garcia de Orta, traduït, comentat i ampliat amb gravats per Carolus Clusius.

Amb el capital invertit pels socis, l'empresa inicia una forta expansió. Durant l'any 1564 passen de dues a cinc les premses, el 1565 instal·len la sexta, i a principis de 1566 la sèptima, contant al final amb 33 operaris, entre impressors, caixistes i correctors. Des de l'inici de la societat fins al 28 d'agost de 1567, La Compagnie edita 209 llibres, distribuïts entre els llibreters d'Anvers, el mercat parisenc i les fires de Frankfort, majoritàriament llibres de fàcil sortida com a autors clàssics, llibres devocionals i emblemes (recull de paràboles acompanyades d'il·lustracions), però també publicaran obres científiques com Vivae imagines partium corporis humani aereis formis expressae, de Juan Valverde de Amusco, Andreas Vesal i Jacques Grévin, o Florum, et coronariarum odoratarumque nonnullarum herbarum historia, de Rembert Dodoens, i edicions en hebreu i en grec de la bíblia. El 1567 publica un manual d'aprenentatge del francès per a neerlandesos, La premiere et la seconde partie des dialogues francois pour les jeunes enfans. Het eerste ende tweede deel van de Francoische t'samensprekinghen, i en els poemes liminars se suggereix que és el mateix Plantin l'autor tant dels poemes com de l'obra, quan el veritable autor fou Jacques Grévin, i Plantin sols participà en tres dels diàlegs.
Des de principis de 1565 Plantin estava interessat a reeditar la Bíblia Poliglota Complutense, per aconseguir prestigi i una relació profitosa amb la Corona espanyola. I des de finals de 1566 es posa en contacte amb Gabriel de Zayas, secretari de Felip II, que coneixia d'abans, per informar-lo dels preparatius que està portant a terme, i així interessar Felip II en el patrocini institucional i en algun ajut per enllestir el projecte.
A la revolta iconoclasta d'Anvers dels dies 20 al 23 d'agost de 1566, els dos Van Bomberghen i el seu nebot Fernando de Bernuy se signifiquen plenament com a fervents calvinistes. Amb temor per la posterior reacció dels Governadors dels Països Baixos, primer Margarida de Parma i després, amb més contundència, el duc d'Alba, fugen cap al nord, desfent-se de les accions de la societat.
Els membres calvinistes de la societat, per a expandir les idees del moviment, influeixen en el muntatge d'una impremta a la zona dominada pels revoltats en els inicis de l'alçament protestant contra Felip II, a la ciutat de Vianen (Comtat d'Holanda). La instal·lació de la impremta, a la darreria de 1566, va a càrrec d'Augustijn van Hasselt, treballador de la impremta de Plantin en Anvers fins al 2 de novembre de 1566. Amb la recuperació del territori per part de la governadora Margarida de Parma, l'impressor fuig a Alemanya, deixant algunes publicacions que hagueren pogut col·locar en greus dificultats a Plantin.
El 30 d'agost de 1567 Plantin informa Zayas que la societat ha estat dissolta. Plantin es troba al capdavant de l'empresa, amb greus problemes econòmics i una necessitat urgent de capital, que alenteix el ritme de producció, amb només quatre premses en funcionament. Però al mes següent el rei aprova la seva participació en l'edició de la nova Bíblia, coneguda com la Bíblia Poliglota d'Anvers, que suposarà l'inici de la recuperació i la posterior expansió.

#### L'expansió (1567-1576)

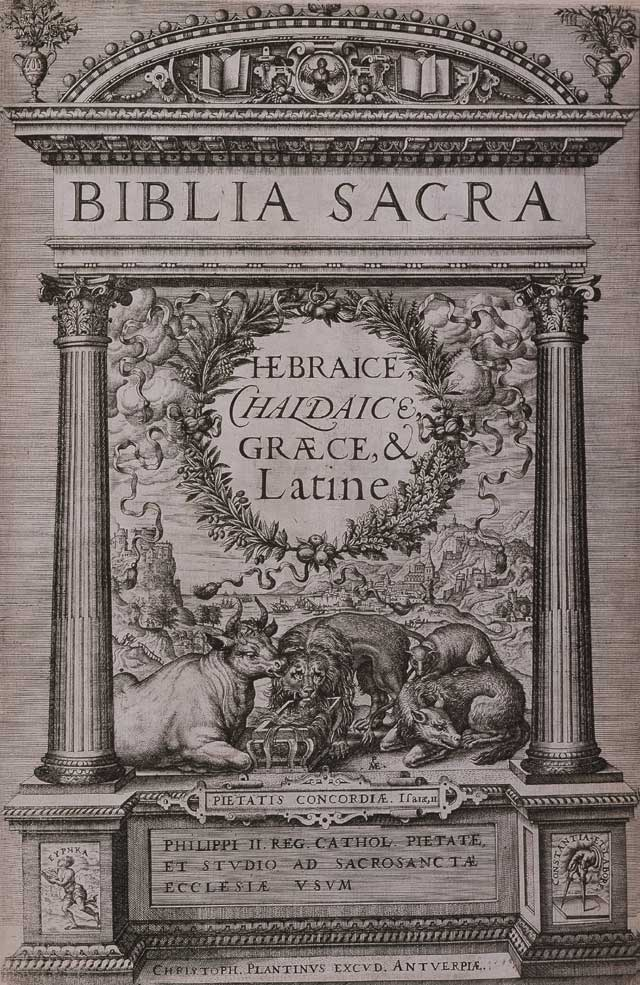
Portada del primer volum de la Bíblia Poliglota d'Anvers, gravada per Pieter van der Heyden.

El 17 de maig de 1568 Benito Arias Montano arriba a Anvers, comissionat per Felip II, per a supervisar l'edició de la Bíblia Poliglota. Mentrestant Plantin ja ha preparat la seva empresa per a enllestir correctament aquesta tasca: aconsegueix els tipus hebreus i grecs necessaris, completa l'equip de correctors en tots els idiomes, i li arriben els materials complementaris que pensava afegir a l'edició.
S'inicia la impressió de la Bíblia Poliglota a començaments del mes d'agost de 1568, i al mes de juny de 1572 ja estava pràcticament acabada, a excepció d'alguns preliminars que es van acabar a principis de 1573, quan Arias Montano rep el vistiplau papal.
Gràcies a la Bíblia Poliglota Plantin aconsegueix el 10 de juny de 1570 el títol d'arxitipògraf reial, i a principis de 1571 signa un contracte amb la Corona espanyola per a imprimir una part considerable dels nous llibres litúrgics, conseqüència directa de l'aplicació de les disposicions del Concili de Trento. L'Officina Plantiniana envia a Espanya, entre 1571 i 1574, més de 75.000 exemplars de llibres litúrgics (Breviaris, missals, hores, himnes, diürnals i oficis de sants), que representen entre un cinquè i un desè de les necessitats totals del mercat hispà, per un valor de prop de 100.000 florins. A més a més, també aconsegueix els drets de publicació de l'antifonari oficial, però aquest projecte fracasa, i les pèrdues provocades per l'adquisició anticipada de paper i dels tipus específics, són en gran part recuperades per la ràpida venda d'aquests materials. I quant a documents governamentals, com ordenances, cartells, pamflets, etc., publica centenars de documents, amb un important benefici econòmic.

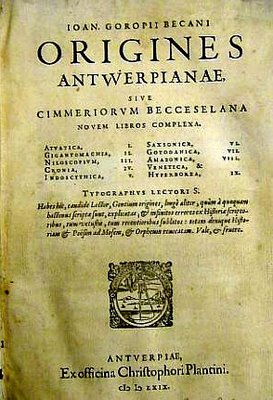
Portada d'Antwerpianae Origines (1569), de Johannes Goropius Becanus.

Durant aquests anys, l'Officina Plantiniana, a més dels projectes institucionals per a la Corona espanyola, també produeix nombrosos llibres de temàtica diversa: clàssics grecs i romans; tractats teològics i jurídics; llibres escolars, àlbums il·lustrats de paràboles i al·legories; el primer llibre de Justus Lipsius, Variarum lectionum libri III (1569); els Antwerpianae Origines (1569), de Johannes Goropius Becanus; i diverses edicions il·lustrades dels Humanae salutis monumenta (1571-72), d'Arias Montano. En la seva activitat empresarial i segons les circumstàncies, estigué com a impressor-editor, fent-se càrrec de les despeses, però sense pagar els autors; simplement com a impressor, fent-se càrrec de les despeses l'autor, un patrocinador o un llibreter; o formant part d'una coedició.

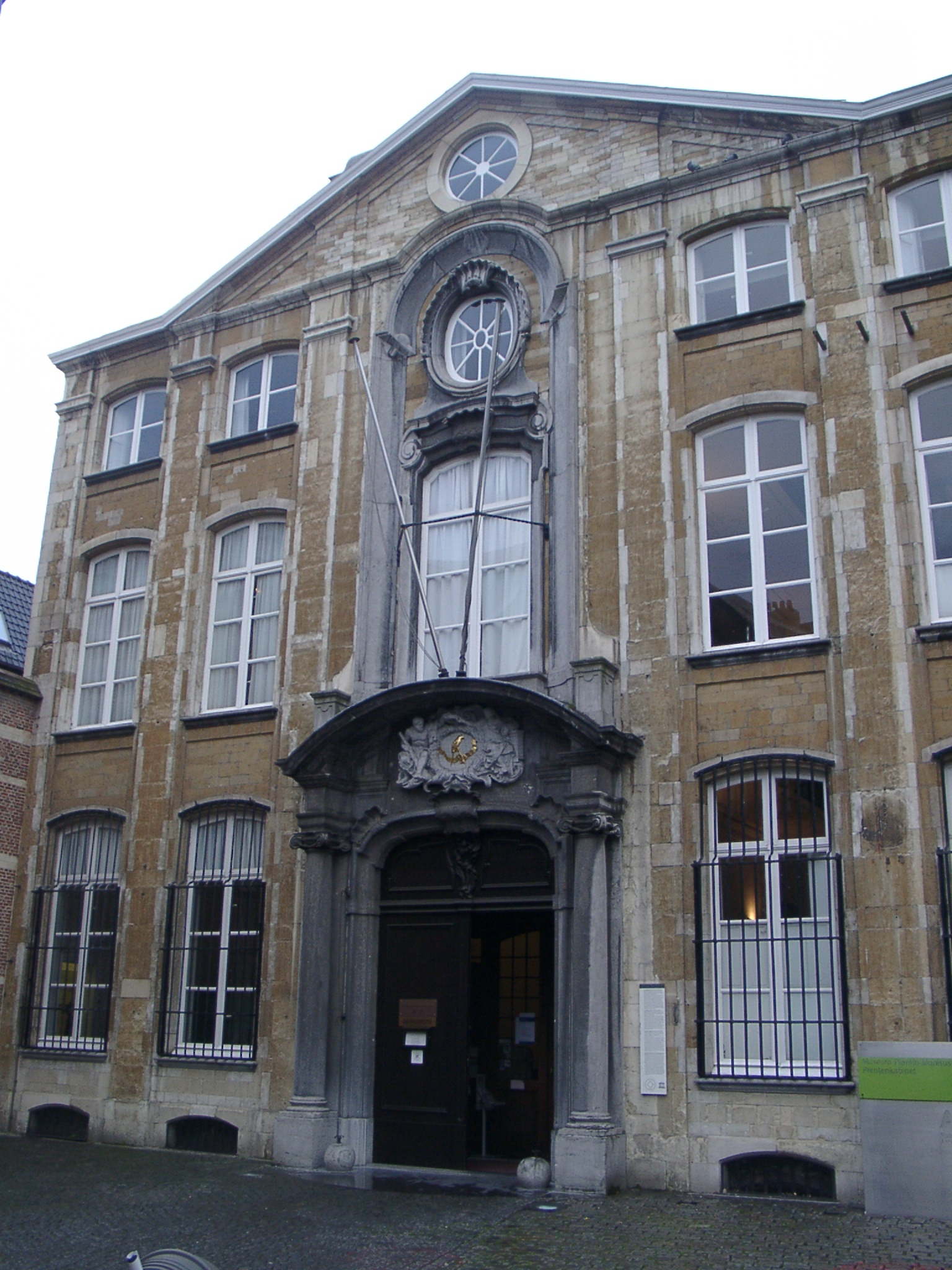
Façana de l'actual Casa taller museu Plantin-Moretus.

En aquest període d'expansió, l'Officina Plantiniana, que passa de sis premses el 1568, tretze el 1572, setze el 1574, fins a 22 en 1576, és la més potent d'Europa. L'empresa arriba a tenir 150 treballadors. Per a mantenir en funcionament aquesta maquinària, ja plenament industrial, necessita: una constant aportació de punxons i matrius, i per tal motiu utilitza els més prestigiosos gravadors d'Europa, com Guillaume Le Bé de París, Robert Canjon, de Lió o Claude Garamond; el subministrament continu de paper i pergamí, el paper aportat majoritàriament pels proveïdors francesos de Lió, Troyes o La Rochelle, i en quantitats menors, d'Itàlia i d'Alemanya, i el pergamí provinent de la zona nord de Flandes; i la participació de nombrosos gravadors sobre fusta o coure per a realitzar les il·lustracions.
Amb el bloqueig de l'Escalda, el 1572, per part d'una força naval protestant, Plantin ha de reduir temporalment la seva producció, paralitzar les compres de paper i acomiadar una part dels seus treballadors, però a principis de 1573 recupera la seva activitat normal, i torna a créixer amb força.
L'abril de 1576 lloga un local al Vrijdagmarkt, on instal·la casa i negoci, el qual comprarà el 1579. Aquest edifici serà la seu definitiva del Compas d'Or fins al segle xix, quan es ven a la ciutat d'Anvers i es converteix en la Casa taller museu Plantin-Moretus.

#### Època de conflictes (1576-1582)
Al saqueig anomenat «fúria espanyola» produït al mes de novembre de 1576 pels terços espanyols amotinats, Plantin resulta fortament perjudicat, amb robatoris als seus locals i casa, i estada durant algunes setmanes dels soldats al seu habitatge, que li van suposar unes pèrdues de més de 10.000 florins. Per poder continuar, viatja cap a Lieja, París, Colònia i Frankfort, per cercar crèdits; ven algunes premses, i el 22 d'agost es veu obligat a vendre la sucursal de París.
Durant la seva absència l'empresa retorna a poc a poc a la normalitat, sota la direcció dels seus gendres Jan Moretus i Franciscus Raphelengius, amb tres premses en funcionament. Quan torna Plantin l'activitat creix, i així en 1578 funciona amb sis premses, i el 1583, ja tenia 10 premses treballant.
En aquests anys perd definitivament la publicació de llibres litúrgics per a la corona espanyola, però aquesta pèrdua, tot i representar la fi del període de gran expansió, no suposa l'afonament de l'empresa. Manté els contactes amb els impressors i editors francesos i alemanys, i és capaç de continuar a un ritme important. De tota manera, és una època on treballa majoritàriament per encàrrec, tant pels autors com per a altres editors, sense la llibertat d'acció de l'època anterior.

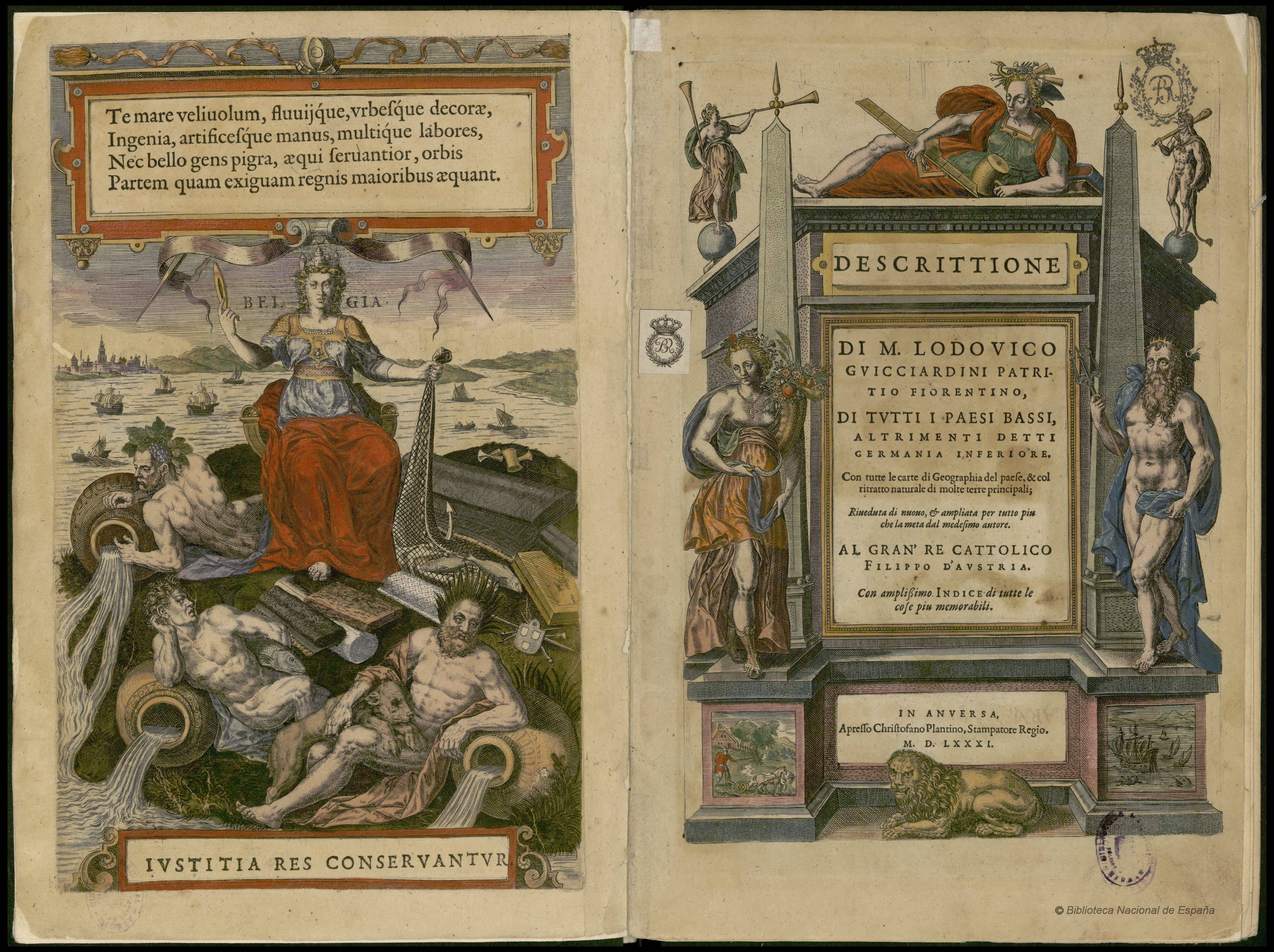
Portada de Descrittione di tutti i Paesi Bassi (1581), de Ludovico Guicciardini.

La seva producció és, en aquests anys, més variada i manté la seva qualitat tècnica, amb continguts i il·lustracions ressenyables. Destaquen els herbaris de Dodoens, Clusius i Lobelius; la Descripció dels Països Baixos de Ludovico Guicciardini, en francès i italià; els tractats de Justus Lipsius; les diverses edicions del Theatrum Orbis Terrarum d'Abraham Ortelius; les edicions musicals de Philippe de Monte, Andries Pavernage, Jacobus de Kerle i George de la Hèle; i les bíblies, la francesa de 1578, i la llatina de 1583. També imprimeix obres litúrgiques destinades al mercat local.
Enmig d'una situació política i econòmica molt inestable, amb un territori revoltat contra el domini espanyol, Plantin rep dues ofertes per instal·lar-se fora d'Anvers, la primera, el 1577, d'Enric III de França, per establir-se a París, i l'altra, de Carles Manuel I de Savoia, el 1581; propostes que refusa per continuar a Anvers, la seva ciutat d'adopció. De tota manera, li toca contemporitzar amb el poder, i així, a mitjans de 1577, amb Anvers en mans rebels, Plantin demana i aconsegueix el 27 d'abril de 1578 el dret exclusiu per a imprimir les publicacions oficials dels Estats Generals dels Països Baixos; també aconsegueix, a principis de 1578, ésser la impremta oficial de la ciutat d'Anvers, amb l'obligació d'imprimir les ordenances i entregar un exemplar dels llibres impresos en la impremta; i quan el 1582 Anvers està ocupada pels francesos, demana al govern del duc d'Anjou el títol d'impressor ducal, que li és concedit el 17 d'abril. Quan Maties d'Àustria era a Governador General, Plantin publica una sèrie d'obres que li dedica; i en el període del duc d'Anjou, li dedica poemes i un àlbum il·lustrat, La joyeuse et magnifique entrée de Monseigneur François, fils de France et frère unique du Roy, par la grace de Dieu, Dvc de Brabant, d'Anjou, Alençon, Berri, &c. en sa très renommée ville d'Anvers (1582). Aquesta posició de col·laboració amb les diverses administracions oposades a la Corona espanyola li obliguen a imprimir documents i llibres en contra de Felip II i dels seus partidaris, però manté les formes i aquestes publicacions s'editen sense que aparegui el seu nom com a impressor.
Pel que fa a la seva posició respecte a la religió, manté el seu compromís amb el catolicisme, i sols en una ocasió publicarà un llibre obertament protestant, De la vérité de la religion chrestienne, de l'hugonot Philippe de Mornay, en dues edicions, el 1581 i 1582.

#### Impressor a Leiden (1583-1585)

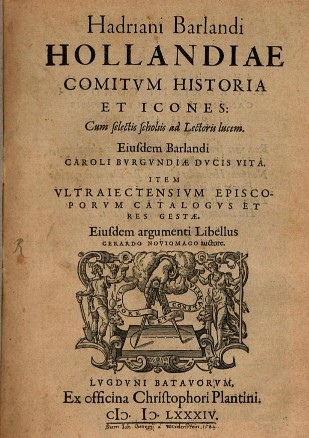
Portada d'Hollandiae comitum historia et icones (1584) d'Adrianos Barlandus.

Quan el 1582 la Universitat de Leiden acomiada Karel Silvius, el seu impressor oficial, Plantin veu la possibilitat d'ampliar el seu negoci i sortir temporalment d'Anvers. Sol·licita el càrrec durant l'any 1582, i a finals d'any adquireix unes cases en tenir la certesa de l'acceptació per part de la universitat, però ha d'esperar a l'1 de maig de 1583 per rebre el nomenament oficial.
Mentre Plantin instal·la la nova impremta a Leiden, amb tres premses, la seva impremta d'Anvers, que encara en manté deu, queda a càrrec del seu gendre Franciscus Raphelengius, i la llibreria la dirigeix Jan Moretus, l'altre gendre que viu a Anvers. Amb l'avanç de les forces militars espanyoles cap a Anvers, la impremta va disminuint el seu treball, mentre la impremta de Leiden comença a editar llibres. Així, el primer llibre imprès per Plantin a Leiden és Hollandiae comitum historia et icones d'Adrianus Barlandus, i les altres trenta obres publicades en els dos anys que està a Leiden són autors clàssics, escrits de Justus Lipsius, tractats de Simon Stevin i Petrus Ramus, i algun atles nàutic. A Leiden manté una estricta neutralitat, tant en religió com en política, i sols en un cas publica una obra que trenca aquesta norma, la Explanatio veri ac legitimi juris quo serenissimus Lusitaniae rex Antonius ejus nominis primus nititur ad bellum Philippi regi Castellae, pro regni recuperatione inferendum (1585), una defensa dels drets al tron portuguès d'Antoni I de Portugal, i en aquest cas obligat per les autoritats.
Quan Alexandre Farnese, Governador dels Països Baixos, entra a Anvers el 27 d'agost de 1585, Plantin torna a la seva ciutat.

#### Els darrers anys (1585-1589)
Plantin no troba massa dificultats en tornar a relacionar-se amb les autoritats espanyoles, i els episodis de connivència amb les autoritats rebels foren excusats per les necessitats del moment. Els seus amics del bàndol espanyol el recolzen en tot moment, i al cap de poc torna a titular-se altra vegada arxitipògraf reial, i l'1 d'octubre de 1586 la ciutat d'Anvers el nomena de nou impressor oficial.

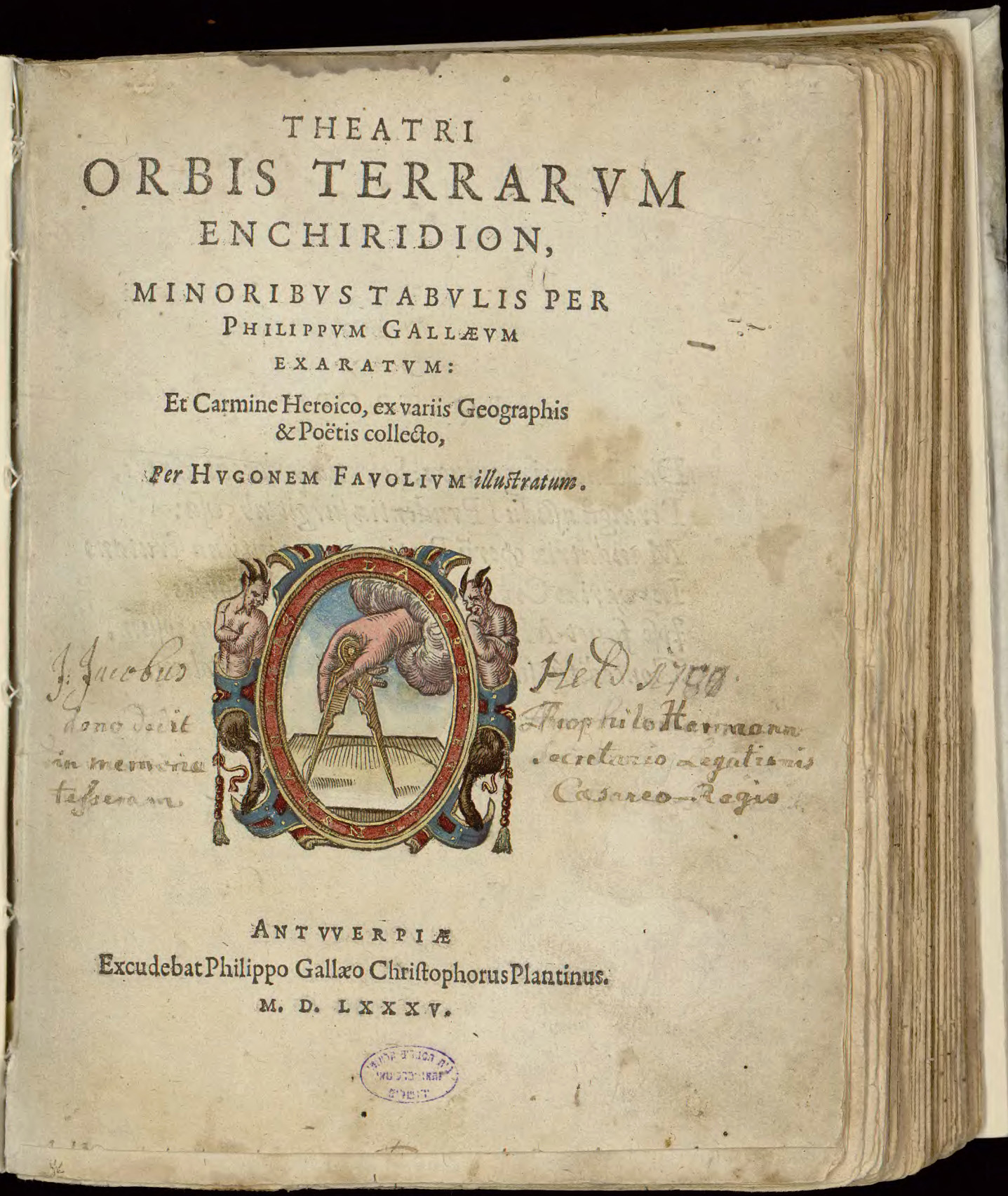
Portada del Theatri orbis terrarum enchiridion (1585), d'Hugo Favolius.

Per a continuar la impremta de Leiden, Plantin la cedeix al seu gendre Franciscus Raphelengius, obertament calvinista; el qual, el 3 de març de 1586, el succeeix com a impressor de la universitat.
A Anvers la situació era delicada, paralitzada comercialment per la guerra. Plantin continua el seu treball amb dificultats, i produeix sobretot obres per encàrrec, de llibreters de París, Lió, Colònia i altres llocs, que s'aprofiten del seu prestigi. De tota manera es refà, i torna a repuntar el negoci dels quatre treballadors i una premsa a l'octubre 1585. Gràcies als seus contactes a França i Alemanya, i als diners avançats, pot mantenir una producció de quaranta títols a l'any, entre els quals es troben obres de gran qualitat: la primera edició del  Theatri orbis terrarum enchiridion d'Hugo Favolius, una edició en castellà del Theatrum Orbis Terrarum d'Ortelius, una nova edició en italià de la Descripció dels Països Baixos de Guicciardini, altra edició del Dictionarium Teutonico-Latinum de Cornelius Kiliaan o el Martyrologium romanum del cardenal Caesar Baronius. En aquesta època va imprimir pràcticament tota l'obra del compositor portuguès Duarte Lobo.
Christophe Plantin mor l'1 de juliol de 1589, i fou soterrat a la girola de la catedral d'Anvers el 4 de juliol. Abans, el 14 de maig de 1588 havia fet testament, confirmat pel codicil de 7 de juny de 1589, on deixa la impremta d'Anvers a Jan Moretus, i la de Leiden a Franciscus Raphelengius. Aquestes disposicions testamentàries portaran a un conflicte familiar que es resoldrà amb el compromís signat el 16 de març de 1590, on Moretus resta propietari de l'establiment d'Anvers amb certes condicions.

### Família
Casat als voltants de 1546 amb Jehanne Rivière, natural de la Baixa Normandia, tingué un fill, que va morir prompte, i cinc filles, que arribaren a l'edat adulta, les quals van treballar en l'empresa familiar fins als seus casaments amb individus relacionats amb la professió familiar:
- Marguerite, casa el 1565 amb Franciscus Raphelengius (Frans van Ravelingen), lingüista, corrector i director editorial.
- Martine, casa el 1570 amb Jan Moretus (Johann Moerentorf), director comercial de l'empresa, i successor de Plantin.
- Catherine, casa el 1571 amb Jean Gassen, nebot de Pierre Gassen, representant de Plantin a París, i en segones noces amb Jan Spierinck (Hans Arents).
- Madeleine, casa el 1572 amb Gilles Beys, i en segones noces amb Adrian Perier, ambdós llibrers.
- Henriette, casa amb Peter Moretus, germà de Jan.

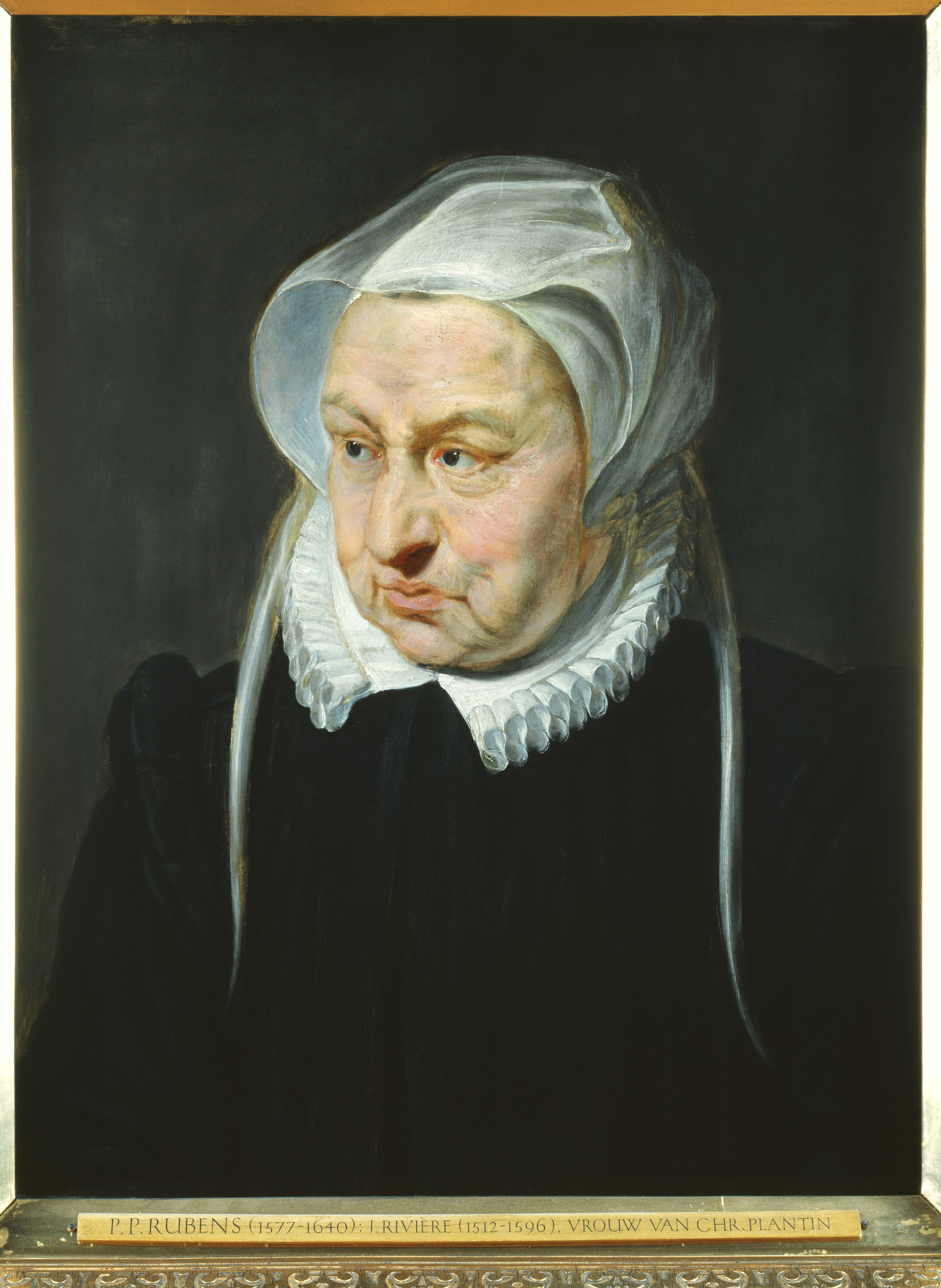
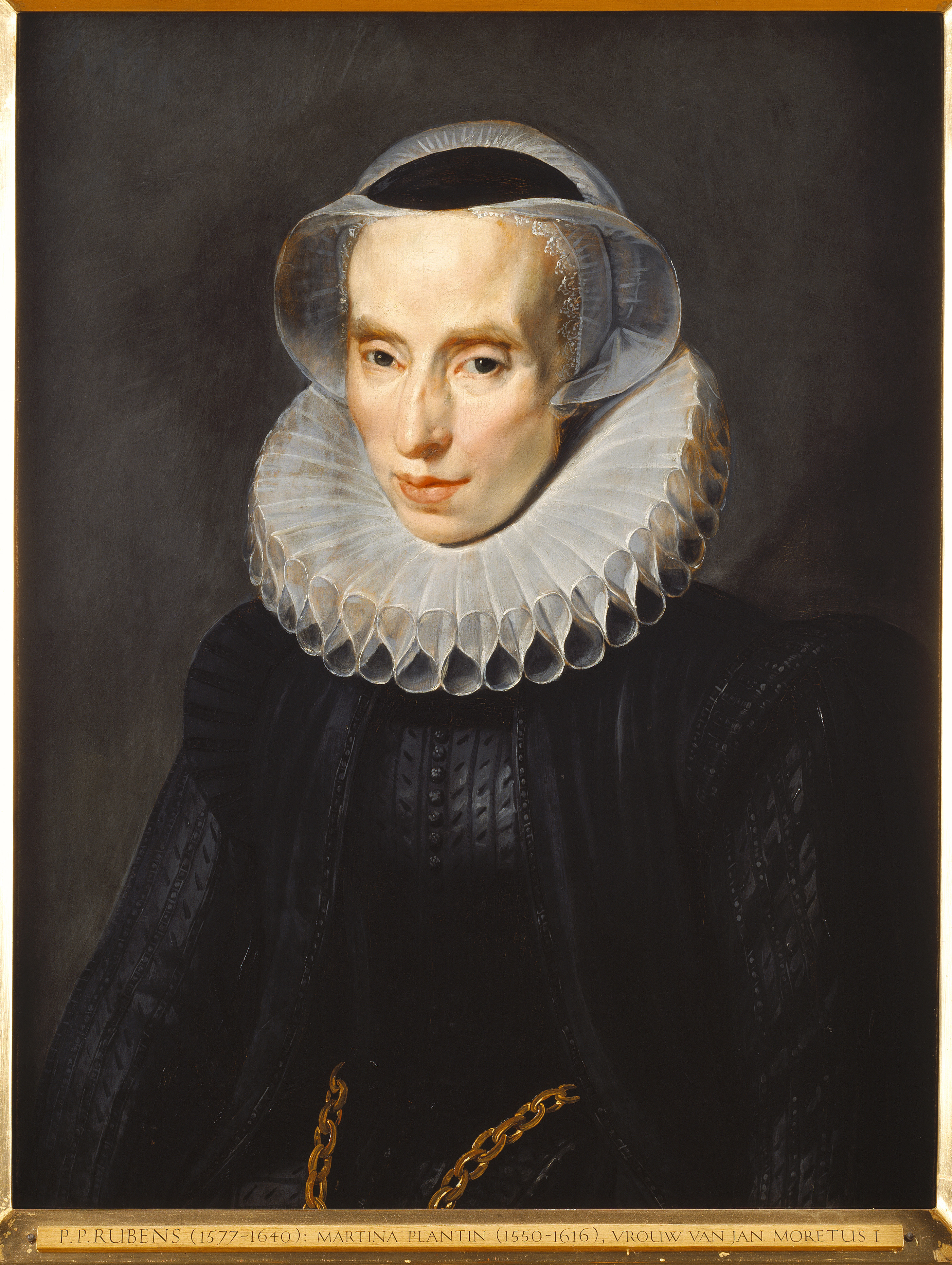
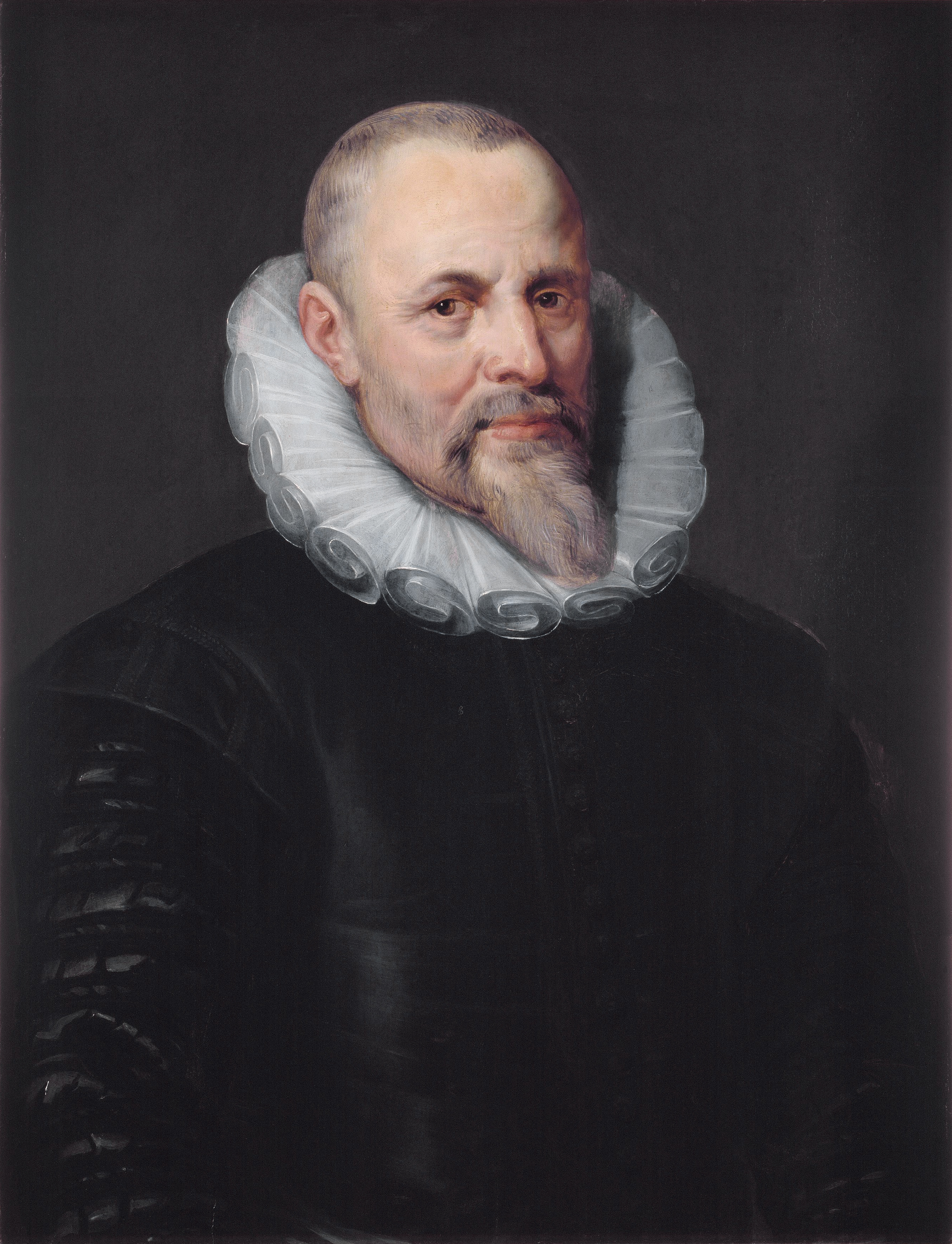
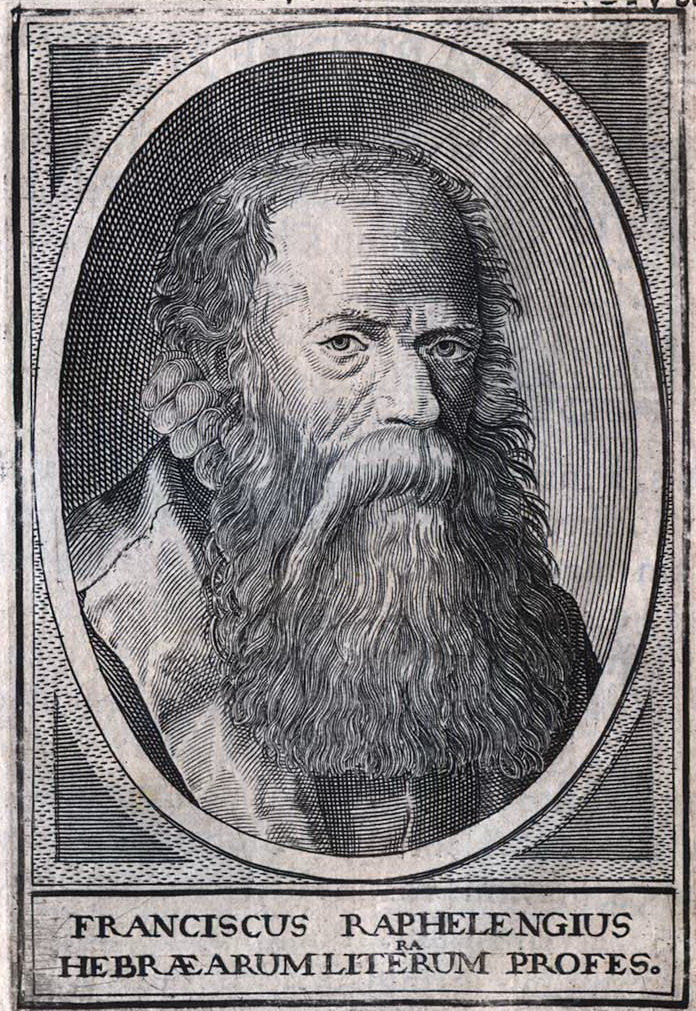

- Retrat de Jehanne Rivière, pintat per Peter Paul Rubens.
- Retrat de Martine Plantin, pintat per Peter Paul Rubens.
- Retrat de Jan Moretus, pintat per Peter Paul Rubens.
- Gravat de Franciscus Raphelengius.

## L'Officina Plantiniana després de Plantin
A la mort de Christophe Plantin els seus gendres Jan Moretus (Jan I, per a distingir-lo del seu fill que fou codirector de l'empresa) i Franciscus Raphelengius el substitueixen en la direcció de les impremtes d'Anvers i Leiden respectivament. La seu principal, a Anvers, continuarà essent una empresa familiar 300 anys més, dirigida per successors directes o per les seves vídues, i sense dividir mai la propietat.

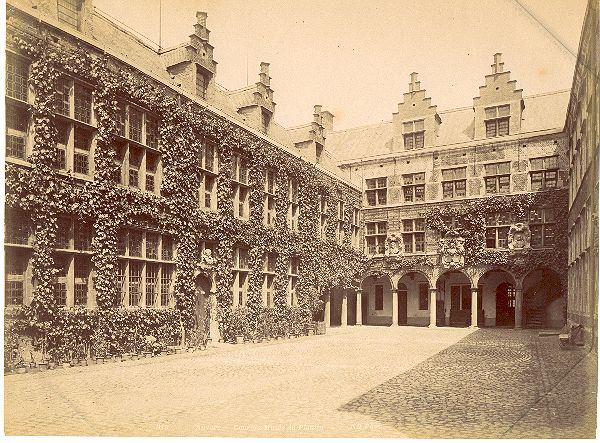
Pati interior de l'Officina Plantiniana, poc abans d'ésser convertida en museu (ca. 1875).

Sota la direcció de Jan I (1589-1610), Balthasar I (1610-1641) i Jan II (1610-1618), Balthasar II (1641-1674), Balthasar III (1674-1696), i Anna Maria de Neuf (1696-1714), Balthasar IV (1707-1730) i Joannes Jacobus (1716-1757), l'empresa plantiniana es manté com una de les principals empreses tipogràfiques europees. Les condicions socials obliguen els successius directors a especialitzar-se en els llibres litúrgics, fins a obtenir el monopoli de la producció del rezo romano en l'àmbit de la monarquia hispànica. Al segle xvii l'officina plantiniana encara produeix un nombre considerable d'edicions de tractats científics, però progressivament van disminuint. L'empresa tipogràfica, eix central dels recursos de la família en un principi, va essent superada pels profitosos enllaços matrimonials, les inversions en altres empreses i pels guanys obtinguts en el comerç internacional, convertint-se els Moretus en una de les principals fortunes dels Països Baixos meridionals.
Amb Franciscus Joannes (1757-1768) i Maria Theresia Borrokens (1768-1797) com a directors, la política de la dinastia borbònica espanyola els fa perdre el monopoli dels llibres litúrgics espanyols per la promoció de les editorials nacionals, i l'empresa tipogràfica inicia un ràpid declivi, del qual no se'n sortirà.
I durant la direcció de Jacob Paul (1797-1809), Franz Jozef (1809-1814), Lodewijk Frans (1814-1820), Albert (1820-1865) i Edward (1865-1876), l'empresa sols manté un paper testimonial amb períodes inactius, fins que el 1876 l'edifici, la impremta i els arxius foren venuts a la ciutat d'Anvers. I poc després aquest edifici es converteix en la Casa taller museu Plantin-Moretus.